# Winston Smith
Winston Smith è il protagonista del romanzo di fantascienza distopica 1984, scritto da George Orwell. Nel libro, Winston è un impiegato del Ministero della Verità, un'organizzazione preposta alla riscrittura dell'intera storia (compresa quella appena passata) per adattarsi alle "verità" divulgate dal Grande Fratello.
Il compito di Winston è dunque quello di riscrivere i documenti storici, censurando e rimuovendo qualunque informazione che risulti non allineata alla linea imposta dal regime, che varia su base giornaliera.
Il personaggio deve il suo nome di battesimo a quello del primo ministro britannico Winston Churchill, a cui Orwell affiancò un cognome molto diffuso tra quelli anglosassoni, allo scopo di farlo risultare particolarmente anonimo.

## Descrizione e ruolo nel romanzo
All'inizio del romanzo, Winston Smith viene descritto come un uomo di 39 anni (risulta pertanto essere nato nel 1945), di bassa statura, capelli biondi, carnagione bianca e ruvida e con l'ulcera varicosa alla caviglia destra. Solitario, separato dalla moglie e senza figli, ha solo dei vaghi ricordi della sua famiglia d'origine, composta da padre, madre e una sorella minore, spariti durante delle non meglio precisate purghe durante la sua infanzia. La sua vita interiore non è altro che un lungo monologo di ricordi frammentari e sentimenti soffocati che non possono trovare espressione all'esterno. Non ha amici e non interagisce in alcun modo con la società in cui vive: i suoi unici rapporti umani consistono in discussioni di carattere tecnico sulla neolingua o sui dati diffusi dal Ministero dell'Abbondanza con i colleghi di lavoro.
La sua vita sempre uguale, piatta e triste trova conforto in un intenso desiderio di libertà. Winston inizia a scrivere un diario segreto e comincia una relazione romantica (vietata dal Partito) con una ragazza del Ministero della Verità, Julia. Entrambi sognano un mondo libero dal controllo del Grande Fratello e vengono spinti ad unirsi ad un'organizzazione segreta sovversiva denominata la confraternita, il cui scopo primario consisterebbe nell'insidiare la dittatura del Grande Fratello.
Winston non si rende conto però che questa fantomatica fratellanza in realtà non è altro che una montatura imbastita dal Partito, e che l'uomo a cui ha affidato i suoi sogni di libertà, O'Brien, è in realtà un agente del Ministero dell'Amore (l'organo preposto per mantenere l'ordine e per far rispettare le leggi imposte dal regime).
Winston e Julia si sono illusi di poter conservare un minimo di dignità umana, ma il Grande Fratello non può permettere che il suo potere non abbia la meglio anche su queste due pedine insignificanti della scacchiera. I due traditori verranno imprigionati nel Ministero e torturati, sia fisicamente che psicologicamente. Alla fine del romanzo, dopo la tortura alla quale è stato sottoposto nella fantomatica stanza 101, Winston viene rilasciato, prova entusiasmo per la vittoria dell'Oceania sull'Eurasia e si rende conto di amare con tutto sé stesso il Grande Fratello. Un metaforico proiettile nella nuca ha ucciso per sempre ogni sua capacità di opporsi al Grande Fratello.

## Interpretazioni
Il personaggio di Smith apparve in vari adattamenti del romanzo per il cinema e la televisione. Il primo attore ad interpretarne il ruolo fu David Niven in un adattamento radiofonico del 27 agosto 1949, condotto dalla NBC. Nel programma TV Nineteen Eighty-Four (1954) della BBC fu interpretato invece da Peter Cushing, e undici anni dopo, in un altro adattamento della BBC, da David Buck. Nel film del 1956 Nel duemila non sorge il sole il ruolo venne interpretato da Edmond O'Brien e, nell'adattamento più fedele, Orwell 1984 (1984), fu invece John Hurt ad impersonare Winston. Nello sceneggiato radiofonico della BBC Home Service del 1965, fu Patrick Troughton a prestare la propria voce per la parte.